# (29484) Honzaveselý
29484 Honzavesely (1997 VJ6) – planetoida z pasa głównego asteroid okrążająca Słońce w ciągu 4,09 lat w średniej odległości 2,56 j.a. Odkryta 9 listopada 1997 roku.